# Mihăiești (okręg Suczawa)
Mihăiești – wieś w Rumunii, w okręgu Suczawa, w gminie Horodniceni. W 2011 roku liczyła 846 mieszkańców. 